# Flea
Michael Peter Balzary (sinh ngày 16 tháng 10 năm 1962), thường được biết tới với nghệ danh Flea, là nhạc sĩ và diễn viên người Mỹ gốc Úc. Anh nổi tiếng trong vai trò cây bass và là một trong những thành viên sáng lập của ban nhạc Red Hot Chili Peppers được vinh danh tại Đại sảnh Danh vọng Rock and Roll vào năm 2012. Ngoài ra, Flea còn là cây bass cho vài ban nhạc khác như What Is This?, Fear và Jane's Addiction. Gần đây, anh còn tham gia vào các siêu ban nhạc như Atoms for Peace, Antemasque và Rocket Juice & the Moon. Flea cũng cộng tác cùng nhiều nghệ sĩ nổi tiếng như The Mars Volta, Johnny Cash, Alanis Morissette và Young MC.
Được công nhận là một trong những tay bass vĩ đại nhất mọi thời đại, năm 2009, tạp chí Rolling Stone từng xếp anh ở vị trí số 2 trong danh sách "Top 10 tay bass vĩ đại nhất" của họ, chỉ đứng sau duy nhất John Entwistle của The Who.
Flea cũng tham gia diễn xuất trong nhiều bộ phim, trong đó có thể kể tới Suburbia, Back to the Future Part II và Part III, My Own Private Idaho, The Chase, Fear and Loathing in Las Vegas, Thrashin' và The Big Lebowski. Hơn nữa anh còn lồng tiếng cho nhân vật Donnie Thornberry trong serie phim hoạt hình The Wild Thornberrys.
Flea cũng là đồng sáng lập của Silverlake Conservatory of Music, một tổ chức phi lợi nhuận được thành lập vào năm 2001 nhằm giúp đỡ trẻ em có hoàn cảnh khó khăn.